# Olympique Gymnaste Club de Nice Côte d'Azur 1995-1996
Questa voce raccoglie le informazioni riguardanti l'Olympique Gymnaste Club de Nice nelle competizioni ufficiali della stagione 1995-1996.

## Maglie e sponsor
Lo sponsor tecnico per la stagione 1995-1996 è Lotto, lo sponsor ufficiale è bobcat.
| Manica sinistra · Manica sinistra · Maglietta · Maglietta · Manica destra · Manica destra · Pantaloncini · Calzettoni |

## Rosa
| N. |                       | Ruolo | Calciatore           |
| -- | --------------------- | ----- | -------------------- |
|    | Francia (bandiera)    | P     | Cyril Aloisio        |
|    | Guinea (bandiera)     | P     | Abdallah Bah         |
|    | Francia (bandiera)    | P     | David Castilla       |
|    | Francia (bandiera)    | P     | Lionel Letizi        |
|    | Francia (bandiera)    | D     | Bruno Calegari       |
|    | Francia (bandiera)    | D     | Thierry Crétier      |
|    | Francia (bandiera)    | D     | Olivier Fugen        |
|    | Francia (bandiera)    | D     | Louis Gomis          |
|    | Francia (bandiera)    | D     | Jean-Philippe Mattio |
|    | Francia (bandiera)    | D     | Thierry Rossi        |
|    | Francia (bandiera)    | D     | Ludovic Stefano      |
|    | Francia (bandiera)    | D     | Youssef Salimi       |
|    | Francia (bandiera)    | D     | Jean-Louis Vannuchi  |
|    | Ghana (bandiera)      | C     | Anthony Baffoe       |
|    | Madagascar (bandiera) | C     | Stéphane Collet      |
|    | Francia (bandiera)    | C     | Jean-François Daniel |
|    | Francia (bandiera)    | C     | Thierry De Neef      |

| N. |                    | Ruolo | Calciatore          |
| -- | ------------------ | ----- | ------------------- |
|    | Francia (bandiera) | C     | Gilles Doucende     |
|    | Francia (bandiera) | C     | Ludovic Gallo       |
|    | Francia (bandiera) | C     | Nicolas Gennarielli |
|    | Francia (bandiera) | C     | Frédéric Gioria     |
|    | Francia (bandiera) | C     | Jérôme Gnako        |
|    | Camerun (bandiera) | C     | Samuel Ipoua        |
|    | Francia (bandiera) | C     | Philippe Lucca      |
|    | Francia (bandiera) | C     | Frédéric Martin     |
|    | Francia (bandiera) | C     | Laurient Rigaux     |
|    | Francia (bandiera) | C     | Henri Savini        |
|    | Francia (bandiera) | C     | Nöel Sagna          |
|    | Marocco (bandiera) | A     | Mohammed Chaouch    |
|    | Liberia (bandiera) | A     | James Debbah        |
|    | Francia (bandiera) | A     | Toufik Hachadi      |
|    | Francia (bandiera) | A     | Yves Mangione       |
|    | Liberia (bandiera) | A     | Joe Nagbé           |